# Linea 10 (metropolitana di Napoli)
La linea 10 è una linea in progetto della metropolitana di Napoli che collegherà il centro storico di Napoli alla stazione AV di Napoli Afragola, con interscambi con la Linea 1, Linea 2, Linea 11 e con diverse Linee Vesuviane. 
La linea in sede propria è progettata per essere a guida automatica e collegare i comuni di Afragola, Casavatore, Casoria e Napoli. In origine era prevista anche una diramazione detta "Baffo di Arzano" per collegare con due stazioni il comune di Arzano, poi scorporata dal progetto ed evoluta in una nuova linea.

## Storia

### Dal 1985 al 2015: il progetto iniziale
Nel 1985 il comune di Casoria stipulò una convenzione con la Metropolitana di Napoli spa per la progettazione di una linea metropolitana in grado di raggiungere Napoli attraverso l'interscambio con la progettata stazione di Secondigliano della Linea 1. 
Il primo studio di fattibilità, nel 1991, prevedeva un percorso in 12 stazioni: Piscinola-Secondigliano, Parco del Sole, Monte Rosa, Arzano, Casavatore, Principe di Napoli (Casoria), Vittorio Emanuele, Stazione FS di Casoria, S. Antonio (Afragola), Afragola Municipio, Afragola Salicelle, Stazione Porta. 
In seguito all'avvio dei lavori per la stazione di Napoli Afragola sulla linea ad alta velocità il progetto fu completamente rivisto per ubicare il capolinea nella costruenda stazione. 
Il Comune di Napoli ridisegnò il tracciato inserendolo all'interno del "Piano delle 100 stazioni" adottato dal Comune di Napoli sotto la giunta Iervolino nel 2003, con il nome di "Linea 10". 

### Dal 2016: il progetto finale e la gara d'appalto
Le conseguenze della recessione economica - che portarono durante la giunta regionale di Stefano Caldoro al blocco di buona parte delle opere infrastrutturali in corso e progettate - misero il progetto in quiescenza fino al 2016, quando la giunta regionale di Vincenzo De Luca rilanciò il progetto finanziando la realizzazione di un nuovo studio di fattibilità attraverso l'ACAMIR (Agenzia Campana Mobilità, Infrastrutture e Reti), presentato e adottato dalla Regione Campania nel luglio 2020. 
Il nuovo progetto si sviluppa su 13 chilometri con 13 stazioni: Cavour, Foria, Carlo III, Ottocalli, Leonardo Bianchi, Di Vittorio (ricadenti nel comune di Napoli), Casavatore San Pietro, Casoria Casavatore, Casoria Centro, Casoria Afragola, Afragola Garibaldi, Afragola Centro e Afragola AV metropolitana che collegherà Napoli alla stazione AV di Afragola. 
L’investimento viene quantificato in circa 1,6 miliardi di euro. A ciò si aggiunge il progetto di una bretella di collegamento verso Arzano, di lunghezza pari a circa 3,15 km, che si stacca dal tracciato dalla stazione Di Vittorio con due ulteriori stazioni (Casavatore Arzano e Arzano Centro), con un costo stimato di 459,5 milioni di euro. Nel febbraio 2022 il CIPESS finanzia il progetto per 370 milioni, di cui 333 per la tratta tra Di Vittorio e Carlo III e 37 per l'acquisto di 7 treni a guida automatica. Il mese successivo si aggiunge il finanziamento di altri 2 lotti (Di Vittorio-Casoria Afragola e Casoria Afragola-Afragola Centro), portando gli investimenti complessivi a 795 milioni. 
Nel dicembre 2022 viene siglato il protocollo d'intesa tra Comune di Napoli, Regione Campania e Città Metropolitana che dà il via libera alla costruzione della linea, individuando come soggetto attuatore l'EAV. Nel marzo 2023 in un'intervista l'assessore comunale ai Trasporti di Napoli, Edoardo Cosenza, anticipa la decisione di modificare il tracciato del lotto Cavour-Carlo III, eliminando le stazioni di Cavour e Foria e prevedendo il capolinea a piazza Principe Umberto, con interscambio con la linea 1 e linea 2 a Garibaldi. Le opere propedeutiche (indagini geologiche) sono iniziate nel marzo 2023. 
Nel 2024 viene presentata una rielaborazione del "baffo di Arzano", ora tramutato in una nuova linea metropolitana distaccata dalla linea 10 che, partendo dalla stazione Di Vittorio, collegherà, oltre ad Arzano, anche i comuni di Grumo Nevano, Casandrino e Sant'Antimo, per poi congiungersi alla linea 11 nella tratta ferroviaria tra Aversa Ippodromo e Giugliano.

## Caratteristiche tecniche
| Unknown route-map component "uextKACCa" |

| Unknown route-map component "uextHSTACC" |

| Unknown route-map component "uextHSTACC" |

| Unknown route-map component "uextHSTACC" |

| Unknown route-map component "uextHSTACC" |

| Unknown route-map component "uextHSTACC" |

| Unknown route-map component "uextHSTACC" |

| Unknown route-map component "uextHSTACC" |

| Unknown route-map component "uextHSTACC" |

| Unknown route-map component "uextHSTACC" |

| Unknown route-map component "uextHSTACC" |

| Unknown route-map component "uextKACCe" |